# المنطقة الجنوبية العسكرية (السعودية)
قيادة المنطقة الجنوبية العسكرية واحدة من مناطق القوات المسلحة السعودية ويقع مقرها في خميس مشيط بمنطقة عسير. ويعتبر وصول أول قوة واجب إلى مدينة خميس مشيط، إلى نجران ثم إلى جازان في عام 1382 هـ / 1961، هو البداية الفعلية لإنشاء قيادة المنطقة الجنوبية. تلا ذلك وصول قوة أخرى إلى شرورة في عام 1389 هـ / 1968. وحتى الرابع والعشرين من شهر رجب 1391 هـ افتتح الملك فيصل بن عبد العزيز، مدينة الملك فيصل العسكرية، التي صممت خصيصاً لتوفير جميع ما يحتاجه الفرد داخل هذه المدينة.